# Eurhadina flavicorona
Eurhadina flavicorona är en insektsart som beskrevs av Cai och Kuoh 1993. Eurhadina flavicorona ingår i släktet Eurhadina och familjen dvärgstritar. Inga underarter finns listade i Catalogue of Life.